# Tarzan, the Ape Man (1981)
Tarzan, the Ape Man (Brasil: Tarzan, o Filho das Selvas / Portugal: Tarzan, o Homem-Macaco) é um filme norte-americano de 1981, do gênero aventura, dirigido por John Derek e estrelado por Bo Derek e Richard Harris. Uma adaptação de Tarzan focada em sua esposa Jane, recebeu péssimas críticas e rendeu um processo da família de Edgar Rice Burroughs, mas foi sucesso de bilheteria.

## Sinopse
James Parker lidera uma expedição à selva africana para capturar Tarzan e levá-lo vivo ou morto para a Inglaterra. Porém Tarzan rapta sua filha Jane e os dois se apaixonam, levando o Homem Macaco a intervir quando nativos fanáticos sequestram Jane para sacrificá-la a seu deus.

## Produção
John Derek dirigiu sua esposa Bo, que também produziu o filme. O roteirista Gary Goddard revelou que Bo tinha o contratado para escrever uma adaptação da personagem da Marvel Comics Cristal, antes de decidir em uma produção focada na esposa de  Tarzan, originalmente intitulada Eu, Jane. O dublê Miles O'Keeffe ganhou o papel de Tarzan, e a produção foi filmada no Sri Lanka. O ex-Tarzan Jock Mahoney, creditado como Jack O'Mahoney, foi o coordenador dos dublês.

## Recepção
A crítica especializada massacrou Tarzan, the Ape Man. Leonard Maltin o qualificou como um dos piores filmes que já viu, descrevendo-o como digno de um nota mais baixa do que sua menor, "BOMBA". O filme foi indicado ao Framboesa de Ouro em seis categorias, incluindo Pior Filme, e Bo Derek foi escolhida Pior Atriz (empatada com Faye Dunaway em Mommie Dearest).
Entretanto, o sucesso de público foi enorme, em virtude, acima de tudo, do erotismo com muita nudez de Bo Derek. O faturamento nos Estados Unidos foi US$36 milhões, mais de seis vezes o orçamento do filme.

## Elenco
| Ator/Atriz       | Personagem    |
| ---------------- | ------------- |
| Bo Derek         | Jane Parker   |
| Richard Harris   | James Parker  |
| Miles O'Keeffe   | Tarzan        |
| John Phillip Law | Harry Holt    |
| Akushula Selayah | Africa        |
| Steve Strong     | Rei do marfim |
| Maxime Philoe    | Riano         |
| Leonard Bailey   | Feathers      |